# Cumières
Cumières település Franciaországban, Marne megyében. Lakosainak száma 716 fő (2022. január 1.). Cumières Damery, Hautvillers és Mardeuil községekkel határos.

## Népesség
A település népességének változása:
| Lakosok száma | 999  | 887  | 830  | 845  | 786  | 776  | 759  | 749  | 750  | 716  |
|               | 1968 | 1982 | 1990 | 2006 | 2013 | 2015 | 2017 | 2019 | 2020 | 2022 |

## Testvérvárosok
- Felino, Olaszország
- Assesse, Belgium